# Озолниекский край
О́золниекский край (латыш. Ozolnieku novads) — бывшая административно-территориальная единица в центральной части Латвии, в историко-культурной области Земгале. Край состоял из трёх волостей, центром края являлось село Озолниеки.
Край был образован 1 июля 2009 года из части расформированного Елгавского района.
Площадь края составляла 286,1 км². Граничил с Елгавским, Олайнским, Кекавским, Иецавским, Бауским краями и городом Елгавой.
В 2021 году в результате новой административно-территориальной реформы Озолниекский край был упразднён.

## Население
На 1 января 2010 года население края составляло 10 406 человек.
Национальный состав населения края по итогам переписи населения Латвии 2011 года:
| Национальность | Численность, чел. (2011) | %        |
| -------------- | ------------------------ | -------- |
| Латыши         | 7182                     | 73,64 %  |
| Русские        | 1671                     | 17,13 %  |
| Белорусы       | 362                      | 3,71 %   |
| Украинцы       | 140                      | 1,44 %   |
| Поляки         | 141                      | 1,45 %   |
| Литовцы        | 165                      | 1,69 %   |
| Другие         | 92                       | 0,94 %   |
| всего          | 9753                     | 100,00 % |

## Территориальное деление
- Озолниекская волость (латыш. Ozolnieku pagasts)
- Салгальская волость (латыш. Salgales pagasts)
- Ценская волость (латыш. Cenu pagasts)